# تکتم آخوندزاده
تکتم آخوندزاده (زاده ۲۶ دی ۱۳۷۳ در بابلسر) قایقران کانوپولو، تیم ملی قایقرانی زنان ایران است. وی سابقه قهرمانی در سطح آسیا را در کارنامه خود دارد و در لیگ برتر کانوپولوی زنان هم موفق شده به عنوان خانم گلی رقابت‌ها دست پیدا کند. آخوندزاده فعالیت ورزشی خود را در رشته بسکتبال آغاز کرد و سپس بعد از 6 سال فعالیت در این رشته، کار خود را در رشته قایقرانی ادامه داد. او به دلیل مسائل سیاسی در سال ۱۳۹۶ به کمیته انضباطی فدراسیون قایقرانی رفت و سپس تصمیم به خداحافظی از تیم ملی گرفت.
آخوندزاده در حوادث بعد از فوت مهسا امینی،‌ به دلیل اعتراض به حجاب اجباری بازداشت و سپس با قید وثیقه آزاد شد.

## افتخارات
- مدال نقره مسابقات قایقرانی قهرمانی آسیا (هنگ‌کنگ 2015)
- مدال نقره مسابقات قایقرانی قهرمانی آسیا (مالزی 2017)
- خانم گل ایران در مسابقات قهرمانی کشور